# 桂林公共自行车
桂林公共自行车（英語：Guilin Public Bicycle）是中国广西壮族自治区桂林市于2014年推出的公共自行车服务，为解决城市公共交通中“最后一公里”的出行问题。服务于2014年10月1日开通，由常州永安公共自行车系统股份有限公司承建，是广西壮族自治区第三个推广公共自行车的城市。2021年7月，桂林市公共自行车项目合同期满，市区的259个站点和10000辆公共自行车也随之停用。陪伴了桂林市民6年多的公共自行车正式退出桂林市场。

## 还租方式
通过办理桂林市公共自行车租赁卡等相关证件充值后，在服务点上刷卡租车，使用后骑车到正在服务中的相关服务点归还。

### 费用
- 押金：200元；
- 每日租车次数不限；
- 每次租车60分钟内免费，超过60分钟后按时长计费，每小时1元，不足1小时按1小时计；
- 全天收费最高10元。

### 租还车时间
全天24小时。